# Neokeynesiánství
Nezaměňovat s Novokeynesiánství.
Neokeynesiánství či neokeynesovství je ekonomický směr, který se po 2. světové válce vyvinul z díla britského ekonoma Johna Maynarda Keynese. Představuje verzi, která byla typická především pro vývoj keynesiánství v USA. Mezi nejvýznamnější zástupce patří John Hicks, Franco Modigliani a Paul Samuelson. Jejich myšlenky formovaly hlavní vývoj makroekonomie až do 70. let 20. století. Zjednodušeně řečeno klade neokeynesiánství důraz na roli státu, který může rozpohybovat ekonomiku formou levných „povzbuzovacích balíků peněz“.

## Vznik neokeynesiánství
Keynesova teorie zásadním způsobem ovlivnila vývoj makroekonomie, ale nikdy se jí nepodařilo plně ovládnout poválečné ekonomické myšlení. Většina ekonomů byla stále stoupenci neoklasicismu, směru, který byl nejvlivnější až do 30. let 20. století, kdy světem otřásla hluboká hospodářská krize. Ačkoli se zpočátku zdálo, že keynesiánství a neoklasicismus jsou neslučitelné směry, brzy se ekonomové začali pokoušet o jejich syntézu. Tento proces začal již krátce potom, co byla v roce 1936 vydána Keynesova přelomová kniha Obecná teorie zaměstnanosti, úroku a peněz. Ekonom John R. Hicks vydal článek Keynes a klasikové, ve kterém popsal celou Keynesovu teorii pomocí modelu IS-LM (Investment Saving – Liquidity preference Money supply čili „investiční úspory – peněžní nabídka preference likvidity“), na kterém ukázal, že se Keynesova teorie liší od té neoklasické jen několika rozdílnými předpoklady. Neokeynesovství se z tohoto důvodu někdy označuje jako neoklasická syntéza.

## Hlavní představitelé
Paul A. Samuelson (15. května 1915, Gary, Indiana, USA – 13. prosince 2009, Belmont, Massachusetts, USA) byl uznávaný americký profesor ekonomie. Je nositelem Nobelovy ceny za ekonomii z roku 1970. Z pohledu neokeynesiánství je důležitá zejména jeho teorie všeobecné ekonomické rovnováhy a model akcelerátoru a multiplikátoru.
Franco Modigliani (18. června 1918, Řím – 25. září 2003, Cambridge) byl italský ekonom. Je taktéž držitelem Nobelovy ceny za ekonomii. Mezi jeho hlavní příspěvky ekonomii patří Modigliani-Millerův teorém a hypotéza životního cyklu.
Sir John Richard Hicks (8. dubna 1904, Warwick, Spojené království – 20. května 1989, Blockley, Spojené království) byl velmi významný a vlivný britský ekonom. Je známý především svým IS-LM modelem.

## IS-LM model
Tento model, téměř stejně vlivný jako původní Keynesova analýza, ukazuje vztah peněžního trhu a trhu zboží a služeb. Průnik křivek IS a LM je označován jako všeobecný rovnovážný bod všech takových trhů v ekonomice. Byl vytvořen v roce 1936 na Konferenci ekonometrie v Oxfordu a dodnes je všeobecně užíván a vnímán jako užitečný při výkladu makroekonomie, lze ho tedy najít ve většině učebnic vysokoškolské ekonomie.

## Phillipsova křivka
Phillipsova křivka, která nese jméno novozélandského ekonoma Williama Phillipse, vyjadřuje vztah mezi mírou nezaměstnanosti a mírou inflace. Phillips na základě údajů o nezaměstnanosti a nominálních mzdách ve Spojeném království z období let 1861 až 1957 ukázal nepřímou úměru mezi těmito dvěma ukazateli. Tento vztah byl potvrzen údaji z dalších zemí a v roce 1960 ekonomové Paul Samuelson a Robert Solow rozšířili tuto teorii na vztah mezi mírou nezaměstnanosti a mírou inflace. Zjednodušeně řečeno, v krátkém období poskytuje Phillipsova křivka tvůrcům hospodářské politiky volbu mezi možnými ekonomickými výsledky. Změnou fiskální a monetární politiky (které mají vliv na agregátní poptávku) si mohou politici vybrat jakýkoliv bod na Phillipsově křivce. V souvislosti s výběrem mezi vysokou inflací a nízkou nezaměstnaností (a naopak) se mluví o koeficientu obětování, který ukazuje, kolik procent ročního produktu je ztraceno při snížení inflace o 1 %. V dlouhém období je však Phillipsova křivka vertikální, jelikož platí klasická dichotomie peněz, která tvrdí, že změny peněžní nabídky v dlouhém období neovlivňují reálné veličiny (tedy i míru nezaměstnanosti).

## Krize neokeynesiánství v 70. letech
Převážná část vyspělého světa v 70. letech 20. století trpěla stagflací, čili pomalým ekonomickým růstem a vysokou inflací zároveň, což bylo způsobeno převážně tehdejšími ropnými šoky. Začalo se projevovat postupné vyčerpávání faktorů, které zaručovaly úspěšnost keynesovské stabilizační hospodářské politiky. Z hlediska vlivu na tehdejší hospodářskou politiku bylo tedy neokeynesiánství nahrazováno konzervativními ekonomickými teoriemi.